# Carosello storico dei carabinieri

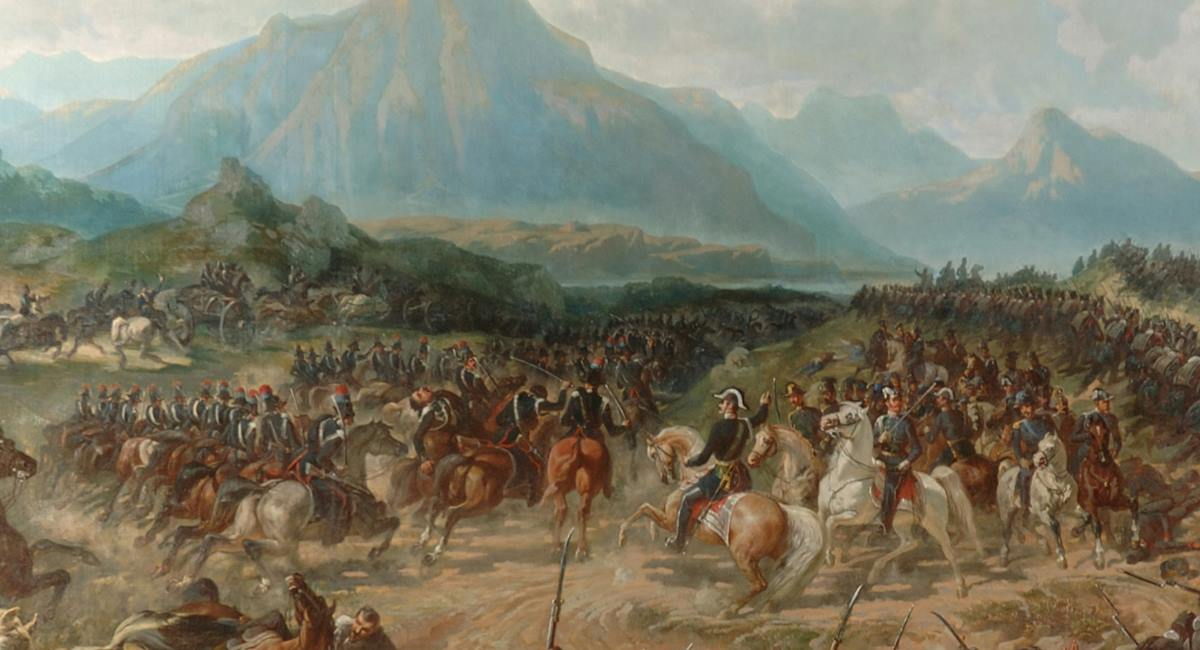
V. Giacomelli - La Carica di Pastrengo

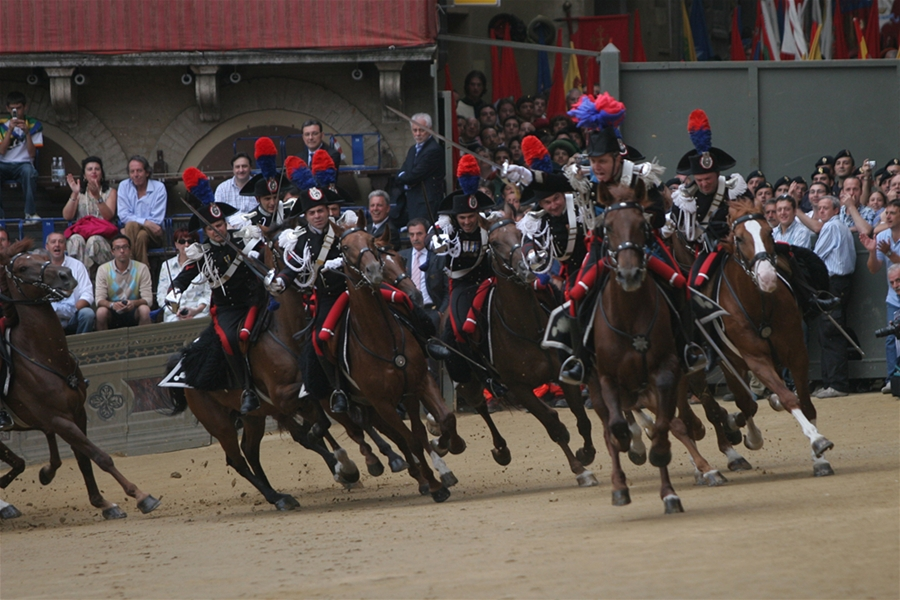
La carica durante la prova generale per il Palio di Siena del 2007.

Il carosello storico dell'Arma dei Carabinieri è una cerimonia militare messa in atto dal 4º Reggimento carabinieri a cavallo. Al termine dell'esibizione viene riprodotta la storica carica di Pastrengo, avvenuta durante l'omonima battaglia nel contesto della prima guerra di indipendenza italiana (1848).

## Storia
Il Carosello è un alternarsi fluido e ritmico di figure e movimenti complessi non prive di un certo rischio, eseguite con grande abilità e perizia, sintesi dell'addestramento raggiunto, degna di quella tradizione della cavalleria italiana della quale i carabinieri del 4º Reggimento e, più estesamente, l'Arma intera sono fedeli e rigorosi custodi. Si tratta di esibizioni che esaltano i sentimenti persino dei più disincantati, anche perché sono la celebrazione di un rito, memoria di dedizione, coraggio ed entusiasmo: da sempre valori del carabiniere.
L'esibizione discende dagli antichi tornei medioevali che hanno origine lontana e che assunsero variamente nel tempo significati ed emblemi. La loro frequenza aumentò dopo il ritorno dei cavalieri cristiani dalle Crociate e in particolare per le rivalità esistenti tra gli ordini cavallereschi degli Ospedalieri e dei Templari.
La prima esibizione del Carosello storico dell'Arma dei Carabinieri nella forma giunta fino ai tempi attuali, può essere considerata la manifestazione svoltasi a Roma il 3 maggio 1883 in occasione del matrimonio di Tommaso di Savoia-Genova con Isabella di Baviera in piazza di Siena a villa Borghese.
Passeranno poi cinquant'anni prima che l'evento si ripeta e ciò avverrà nella stessa piazza di Siena il 9 luglio 1933, data di nascita del carosello storico dei carabinieri. Allora l'esibizione avvenne con cavalieri abbigliati con uniformi d'epoca e questa tradizione andò avanti per diverso tempo. Successivamente si decise che i cavalieri partecipassero al carosello, con la grande uniforme storica, tuttora in dotazione a ogni militare dell'Arma dei Carabinieri.
Nel corso degli anni il Carosello è stato proposto anche in altre città italiane come Trieste, Milano, Torino, Napoli e in molte capitali europee in occasioni particolari o in manifestazioni di importanti concorsi ippici di salto a ostacoli; non per ultima la partecipazione in Gran Bretagna, al Diamond Jubilee Pageant, per il 60º anniversario di regno della regina Elisabetta II d'Inghilterra, ove hanno rappresentato l'Italia, ed ottenuto unanimi consensi e l'ammirazione dell'Augusta Sovrana. Lo spettacolo si è andato sempre perfezionando e le figure proposte sono divenute sempre più complesse e articolate in conseguenza di un sempre migliore e costante addestramento degli uomini e dei cavalli; finalizzato all'adempimento dei vari compiti istituzionali del 4º Reggimento.
Una delle più celebri esibizioni del 4º Reggimento Carabinieri a cavallo si tiene a Siena in occasione di ogni Palio. Uno squadrone sfila al passo lungo l'anello della Piazza del Campo, per poi lanciarsi alla carica compiendo al galoppo mezzo giro della pista. La cosiddetta "carica dei Carabinieri" si svolge prima della Prova Generale e in apertura del Corteo storico che precede ogni Palio.
Oltre che tutti gli anni in chiusura del Concorso ippico internazionale "Piazza di Siena" di Roma, il Carosello viene eseguito in occasione di visite di Stato.